# Under the Cherry Moon
Under the Cherry Moon (también conocida como Bajo una luna de cereza en España) es una película del género comedia romántica musical de 1986 dirigida y protagonizada por Prince, donde también actúan en los roles principales Jerome Benton y Kristin Scott Thomas. El film fue el debut como director de Prince y también el primer largometraje en el que actuó Kristin Scott Thomas. La película fue un fracaso comercial y fue candidata a ocho premios Razzies a lo peor del cine, de los cuales ganó cinco, incluyendo peor película, director y actor.
La banda sonora de la película fue lanzada con el título Parade y fue bien recibida por la crítica.

## Argumento
Dos primos originarios de Miami, Christopher Tracy (Prince) y Tricky (Jerome Benton), estafan a mujeres ricas en el Mediterráneo. Con ese propósito se acercan a Mary Sharon (Kristin Scott Thomas), una muchacha de 21 años que heredará 50 millones de dólares de su padre. Pero Christopher se enamora y las cosas se complican entre los primos.

## Reparto
| Actor                | Personaje            |
| -------------------- | -------------------- |
| Prince               | Christopher Tracy    |
| Jerome Benton        | Tricky               |
| Kristin Scott Thomas | Mary Sharon          |
| Steven Berkoff       | Señor Sharon         |
| Emmanuelle Sallet    | Katy                 |
| Alexandra Stewart    | Señora Sharon        |
| Francesca Annis      | Señora Wellington    |
| Pamela Ludwig        | Novia                |
| Barbara Stall        | Novia                |
| Karen Geerlings      | Novia                |
| Victor Spinetti      | The Jaded Three #1   |
| Myriam Tadesse       | The Jaded Three #2   |
| Moune De Vivier      | The Jaded Three #3   |
| John Rico            | Chofer de Mary       |
| Sam Karmann          | Inspector de Policía |

## Producción

### Desarrollo
Tras el éxito mundial tanto del disco Purple Rain como de la película del mismo nombre (protagonizada por el músico), Prince se embarcó en el proyecto cinematográfico de Under the Cherry Moon. Él mismo eligió las locaciones en la Riviera Francesa y escogió a Jean-Baptiste Mondino como director, pero finalmente éste no estuvo disponible y fue reemplazado por Mary Lambert. Sin embargo, ya en el rodaje, Prince despidió a Lambert y se hizo cargo de la dirección.
Prince era amigo del músico Morris Day, líder de la banda The Time, a la que produjo la mayoría de sus discos. Day tenía en las grabaciones y en las presentaciones de The Time un socio humorístico, Jerome Benton. Tras haber actuado juntos en Purple Rain, Prince eligió a Benton para el papel de su socio estafador.
Prince le ofreció a Madonna el papel de la protagonista femenina, pero la cantante lo rechazó. La entonces pareja de Prince, Susannah Melvoin (hermana de Wendy, guitarrista de la banda de Prince The Revolution), audicionó para ese rol, pero finalmente el músico se decidió por Kristin Scott Thomas.
Terence Stamp fue contratado para personificar al padre de Kristin Scott Thomas, pero renunció al proyecto durante el rodaje y fue reemplazado por Steven Berkoff.
Pese a la reticencia de Warner Bros., Prince convenció a los ejecutivos de que la película (filmada en color) fuese estrenada en blanco y negro.

### Recepción y crítica
La película recibió mayormente críticas negativas. En Rotten Tomatoes tiene una aprobación del 35% basada en 37 reseñas, con una calificación promedio de 4,5/10. En Metacritic tiene un 6% de reseñas positivas, 56% mixtas y 38% negativas sobre 16 críticas, con un puntaje de 36/100.
«Nos divertimos, ¿verdad?", pregunta Prince al final, justo antes de ir al cielo. Es bueno que alguien lo haya hecho», publicó Chicago Tribune en su crítica de la película, mientras que Los Angeles Times señaló: «La mayoría de las escenas son tan incómodas, tan desesperadamente ineptas que todo el asunto parece una película de estudiantes que de alguna manera heredó un presupuesto multimillonario».
Los premios Razzies, que seleccionan las peores producciones cinematográficas de cada año, le otorgaron al film ocho nominaciones y eligieron a Under the Cherry Moon como peor película (empatada con Howard the Duck), a Prince como peor actor y peor director, a Jerome Benton como peor actor de reparto y a «Love or Money» como peor canción original.